# Wolfgang Weiß (Theologe, 1957)
Wolfgang Weiß (* 11. April 1957 in Osterhofen) ist ein deutscher Kirchenhistoriker.

## Leben
Wolfgang Weiß studierte ab 1979 Theologie und Geschichte an den Universitäten Passau und Würzburg. Ab 1986 war er an der Universität Würzburg als Wissenschaftlicher Mitarbeiter in dem von der Deutschen Forschungsgemeinschaft geförderten Projekt Kirche und ländliche Gesellschaft in Mainfranken von der Reformation bis zur neuesten Zeit tätig. Ab 1988 arbeitete er als Wissenschaftlicher Assistent am Institut für historische Theologie der Universität Würzburg. In der 1993 veröffentlichten Promotionsschrift Kirche im Umbruch der Säkularisation. Die Würzburger Kirche in der ersten bayerischen Zeit (1802/1803–1806) legte er dar, wie mit dem Übergang des Hochstifts Würzburg an Bayern und infolge der massiven Eingriffe der bayerischen Regierung in kirchliche Angelegenheiten die Würzburger Diözesanleitung nach einer Phase innerer Verunsicherung ein neues, mehr volkskirchliches, aber auch antiaufklärerisches und ultramontanes Profil gewann. Die Dissertation wurde mit einem Preis der Unterfränkischen Gedenkjahrstiftung für Wissenschaft ausgezeichnet.
1998 erhielt Wolfgang Weiß mit der Habilitationsschrift Modernismuskontroverse und Theologenstreit. Die Katholisch-Theologische Fakultät Würzburg in den kirchenpolitischen und theologischen Auseinandersetzungen zu Beginn des 20. Jahrhunderts die Lehrbefähigung im Fachgebiet „Kirchengeschichte des Mittelalters und der Neuzeit unter besonderer Berücksichtigung der Fränkischen Kirchengeschichte“. In dieser Studie erhellt er die äußerst heftigen Konflikte zwischen fortschrittlichen und konservativen Kräften innerhalb der Fakultät und der Würzburger Kirche in den Jahren zwischen der Indizierung Herman Schells (1898) und dem Ersten Weltkrieg. Seit August 1999 ist er Professor für Fränkische Kirchengeschichte und Kirchengeschichte der neuesten Zeit an der Universität Würzburg.
Weiß ist Mitglied der katholischen Studentenverbindungen KDStV Oeno-Danubia Passau und KDStV Cheruscia Würzburg, beide im CV.
Weiß verfasste zahlreiche Artikel im Biographisch-Bibliographischen Kirchenlexikon (BBKL).

## Ehrungen
Im März 2017 erhielt Wolfgang Weiß den Päpstlichen Ritterorden vom Hl. Sylvester (Silvesterorden).

## Nachweise
1. ↑   Website der Professur für fränkische Kirchengeschichte an der Universität Würzburg
2. ↑  oz: Päpstlicher Silvesterorden für Prof. Dr. Wolfgang Weiß. Passauer Neue Presse, 6. März 2017, abgerufen am 6. März 2017.

| Personendaten    | Personendaten                                    |
| ---------------- | ------------------------------------------------ |
| NAME             | Weiß, Wolfgang                                   |
| KURZBESCHREIBUNG | deutscher römisch-katholischer Kirchenhistoriker |
| GEBURTSDATUM     | 11. April 1957                                   |
| GEBURTSORT       | Osterhofen                                       |